# Sus
Sus é um género de mamíferos pertencente à família suidae (suídeos), que inclui, entre outros, o porco-doméstico e o javali. O género tem muitas espécies, que se distinguem sobretudo pela distribuição geográfica, sendo a grande maioria concentrada nas regiões tropicais da Ásia.
As espécies pertencentes ao género sus são chamadas suínos.

## Taxonomia do GêneroSusLinnaeus, 1758
- Sus barbatus Müller, 1838
- Sus bucculentus Heude, 1892
- Sus cebifrons Heude, 1888
- Sus celebensis Müller & Schlegel, 1843
- Sus heureni Hardjasasmita, 1987
- Sus philippensis Nehring, 1886
- Sus salvanius (Hodgson, 1847) (=Porcula salvania)
- Sus scrofa Linnaeus, 1758  - javali e porco-doméstico
  - Sus scrofa domestica Linnaeus, 1758 - porco-doméstico (forma doméstica, por vezes considerada uma espécie separada, com o nome de Sus domesticus)
  - Sus scrofa scrofa Linnaeus, 1758
  - Sus scrofa vittatus - javali-indiano
  - Sus scrofa leucomystax - javali-japonês
- Sus timoriensis Müller, 1840
- Sus verrucosus Müller, 1840

Extintos:
- Sus falconeri †
- Sus strozzi †
- Sus hysudricus †